# 卡卡瓦米爾帕洞穴國家公園

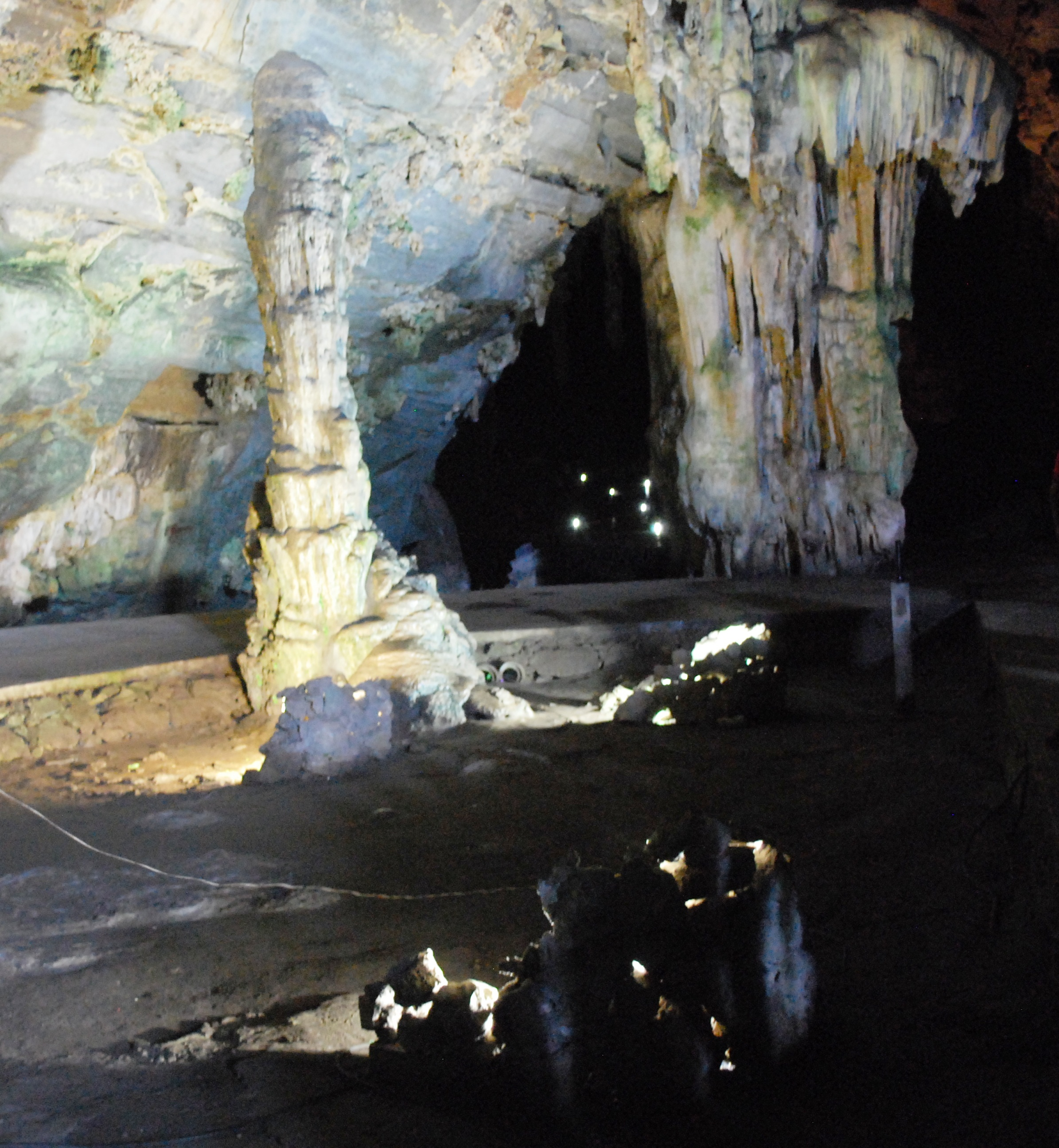

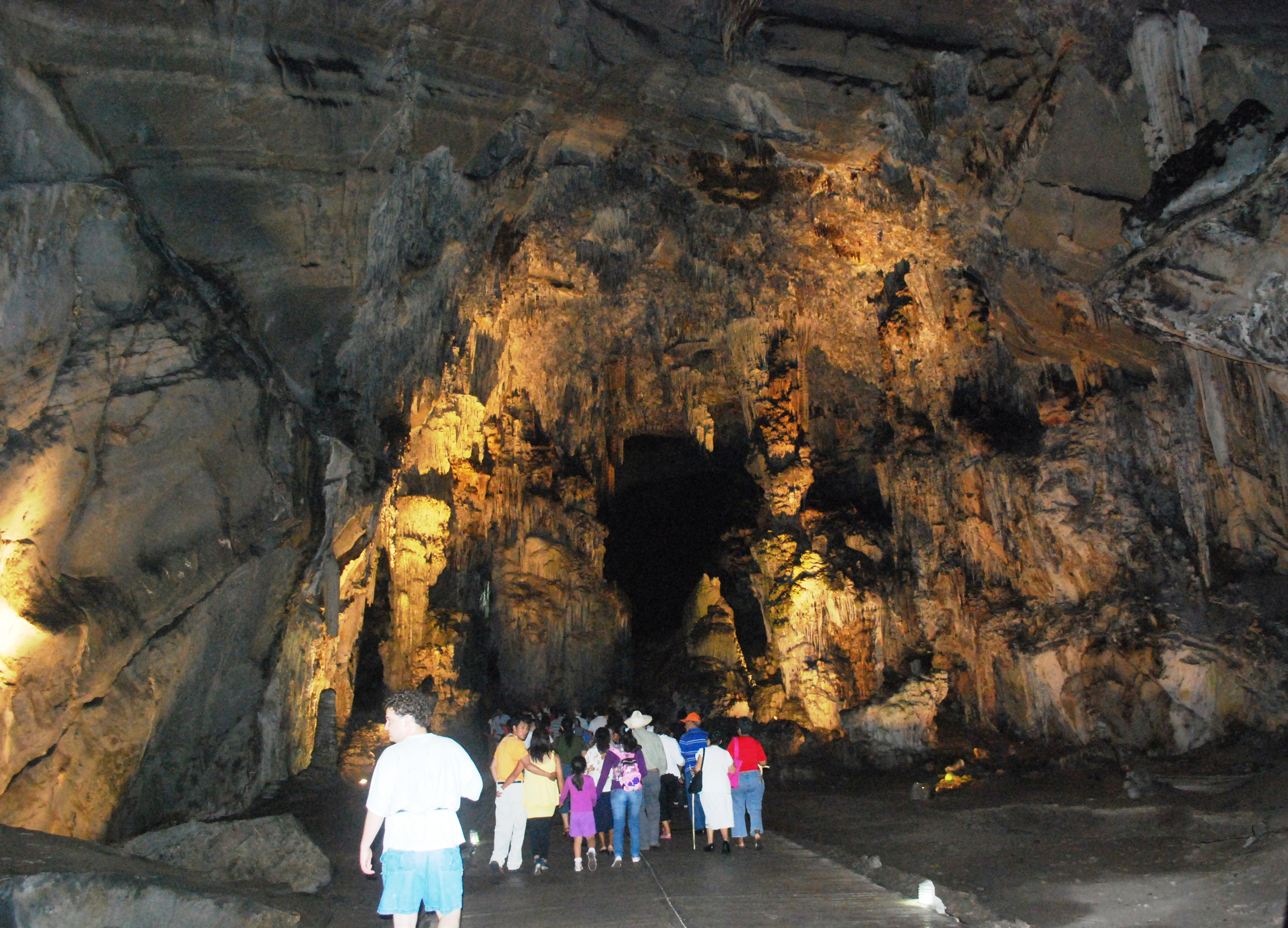

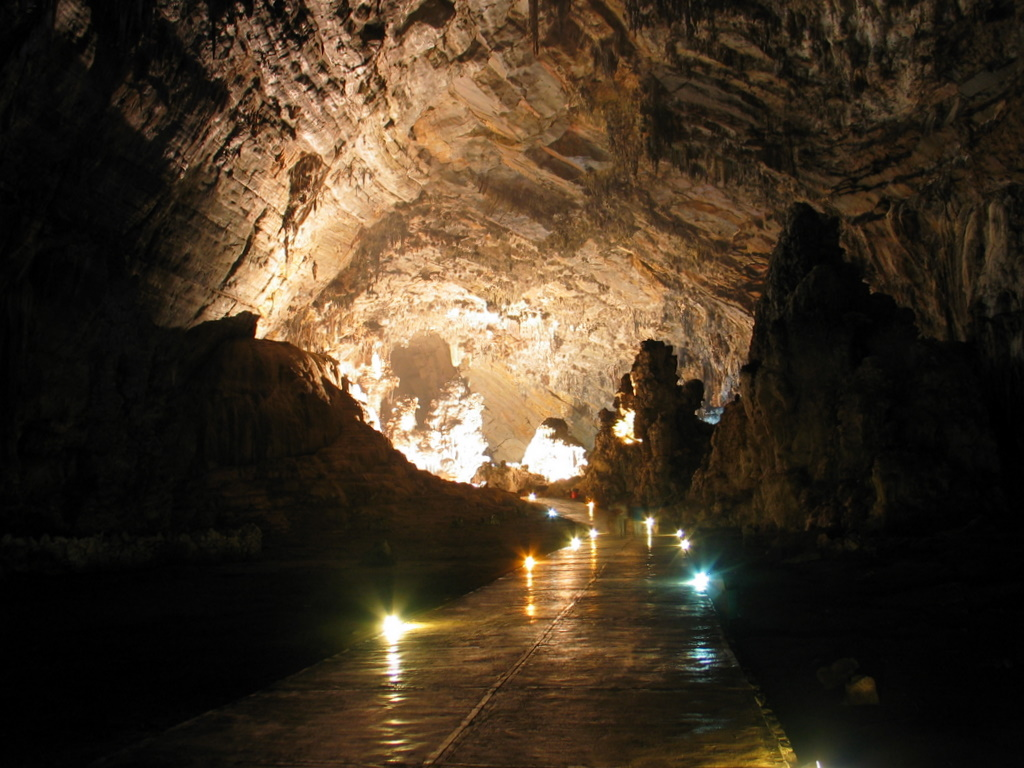

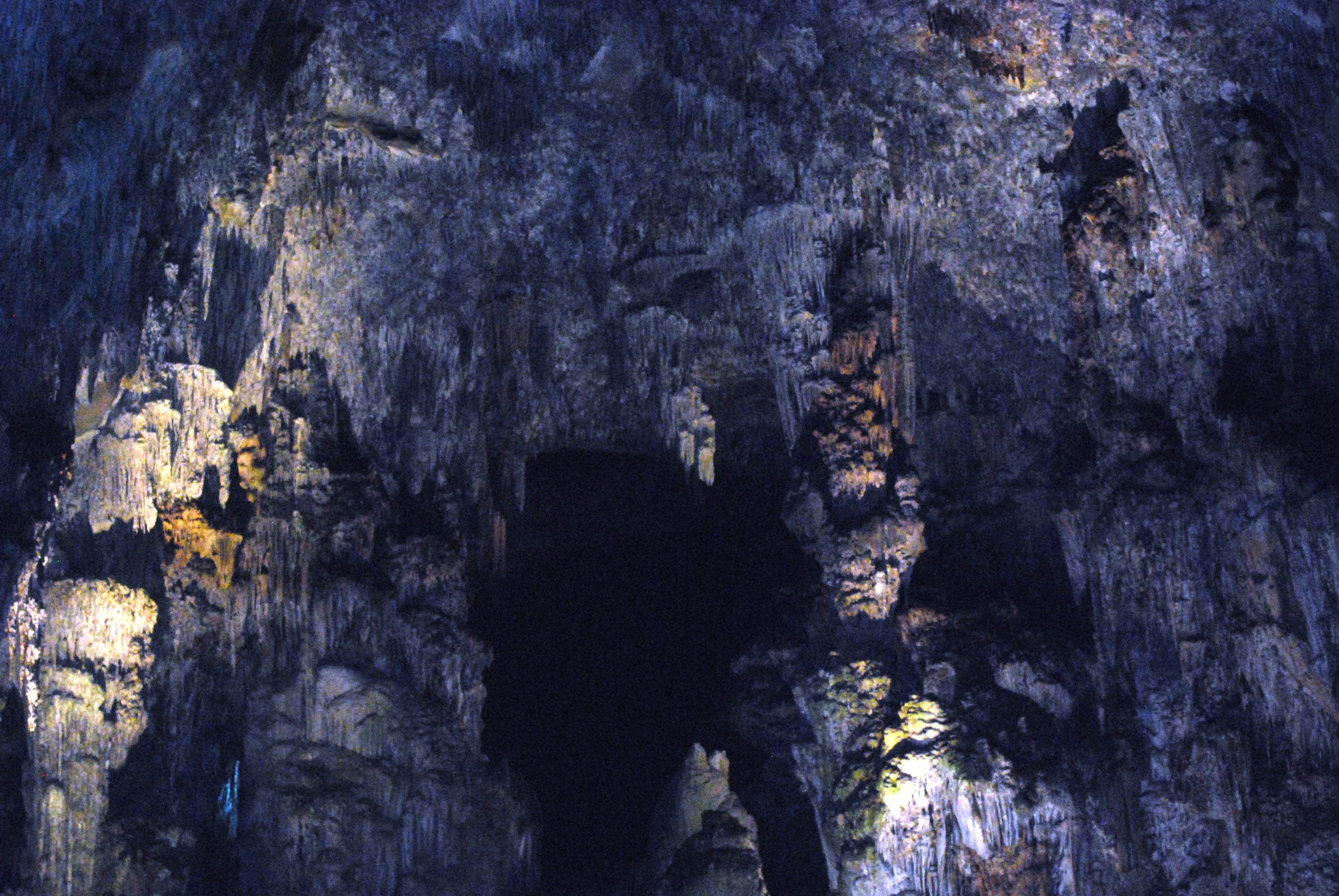

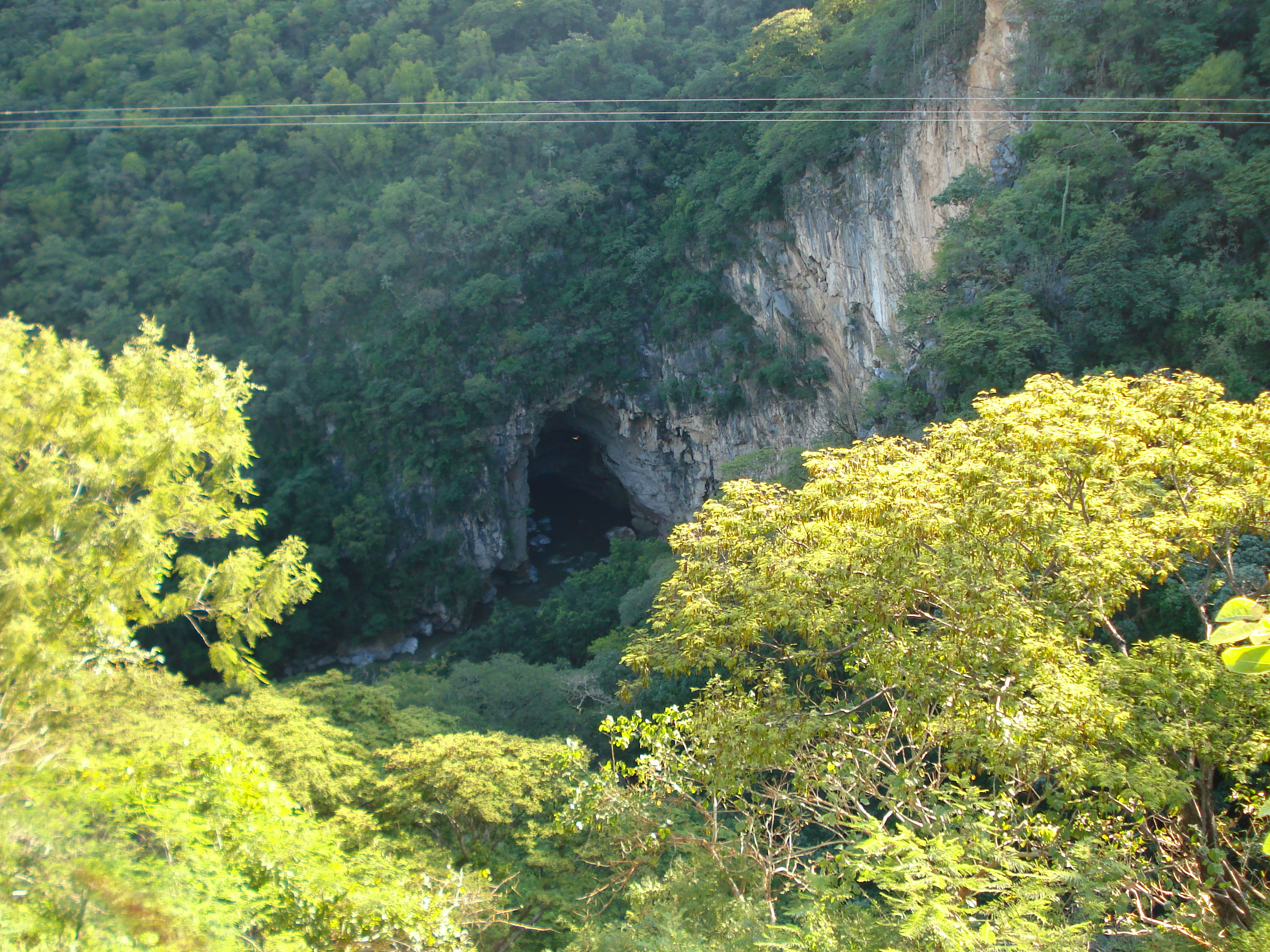

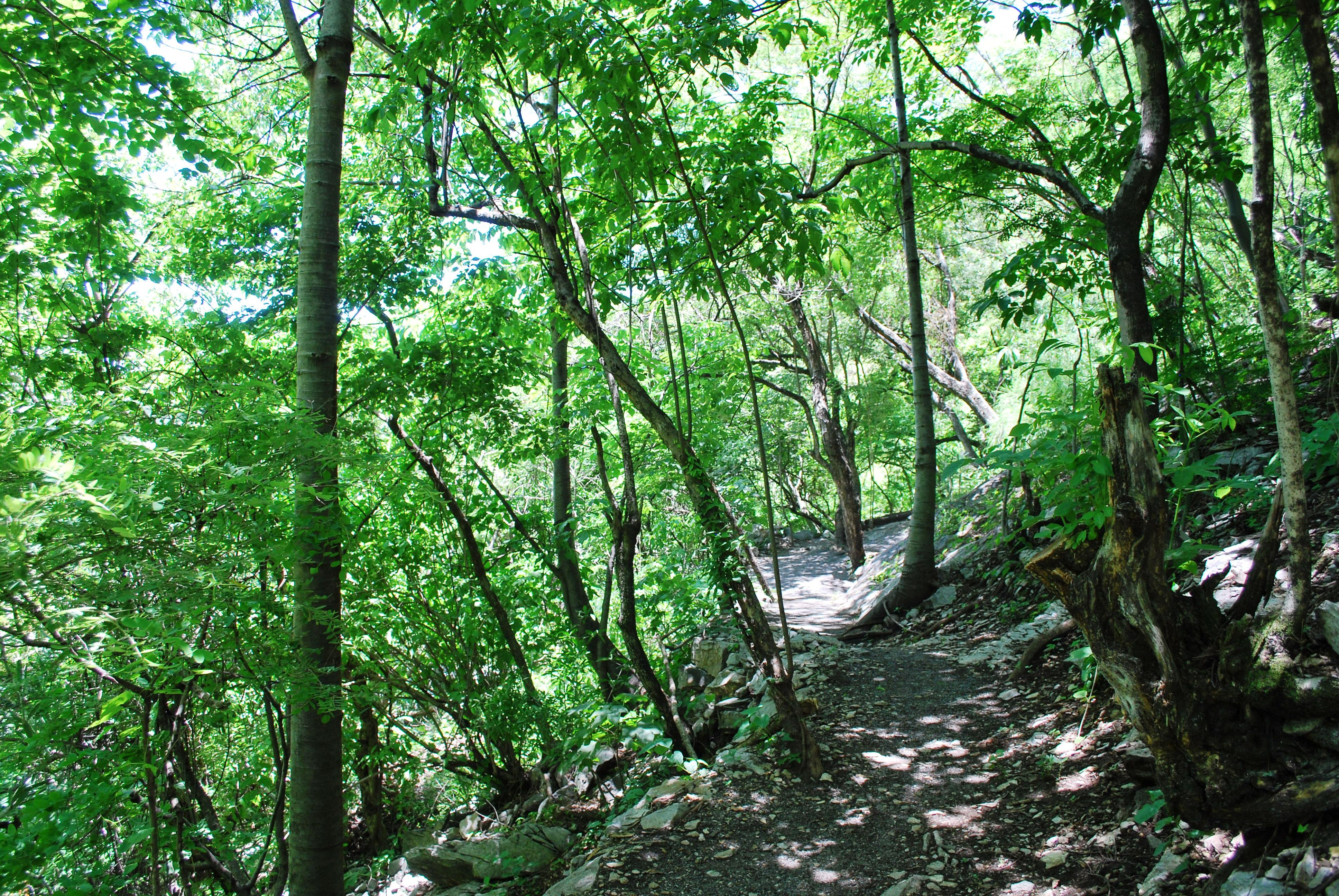

卡卡瓦米爾帕洞穴國家公園是墨西哥的國家公園，位於格雷羅州和莫雷洛斯州，距離塔斯科52公里，始建於1936年4月23日，面積16平方公里。